# Tan-Tan (provins)
Tan-Tan (arabiska: إقليم طانطان, franska: Province de Tan-Tan) är en provins i Marocko.   Den ligger i regionen Guelmim-Oued Noun, 800 km sydväst om huvudstaden Rabat. Antalet invånare är 70 146. Arean är 17 295 kvadratkilometer.